# Sophronica tonkinensis
Sophronica tonkinensis är en skalbaggsart som beskrevs av Stefan von Breuning 1975. Sophronica tonkinensis ingår i släktet Sophronica och familjen långhorningar. Inga underarter finns listade i Catalogue of Life.